# Escobaria emskoetteriana
Escobaria emskoetteriana är en kaktusväxtart som först beskrevs av Leopold Quehl, och fick sitt nu gällande namn av John Borg. Escobaria emskoetteriana ingår i släktet Escobaria och familjen kaktusväxter. Inga underarter finns listade i Catalogue of Life.